# 동신중학교 축구부
동신중학교 축구부는 대구광역시에 위치한 동신중학교의 축구부이다.

## 같이 보기
- 동신중학교